# Kjeldgård
Kjeldgård er en herregård i Selde Sogn på halvøen Salling det tidligere Nørre Herred, Viborg Amt, nu Skive Kommune. Navnet er afledt af Kildegård efter en helligkilde ved gården.
Den er kendt tilbage til 1500-tallet, og har blandt mange andre, været ejet af statholderen i Norge, Jens Juel.
Hovedbygningen er omgivet af voldgrave, og er opført i slutningen af 1700-tallet i en etage, og med sidefløje i bindingsværk. Omkring 1920 var der en større ombygning, hvor fik den grundmurede fløj tilføjet en overetage, og lave, ottekantede tårne mellem hovedfløjen og sidefløjene. Indgangsdøren i den gamle gavlkvist er bevaret.
Et sagn fortæller at den i 1534 blev indtaget af Skipper Clement.
Kjeldgård er på 241 hektar med Floutrupgård

## Ejere
- 1524 Ove Vincentsen Lunge (Dyre) til Tirsbæk (død i 1540),
- 1578 hans dattersøn Ove Juel.
- 1599 rigsråd og statholder i Norge Jens Juel
- 1634 Christence Juel og hofmester på Sorø Jørgen Rosenkrantz,
- 1668 – Dorte Daa
- 1675 – Bernt Due (død i 1699)
- 1704 – Manderup Due
- 1709 – Herlov Stiernholm
- 1755 – Rasmus Stiernholm
- 1777 – Anne Christine Øllegaard Hvas
- 1783 – Frederik Stiernholm
- 1810 et konsortium,
- 1812 – Frants Vilhelm Trojel
- 1825 – Etatsråd Saabyes arvinger og skibskaptajn H. Krøyer
- 1825 – Th. Nysum
- 1831 – E. C. v. Cossel
- 1853 – A. V. Wahl,
- 1867 – Julie Ahlefeldt-Laurvigen,
- 1888 – A. L. Bruun
- 1900 – Statsanstalten for Livsforsikring
- 1901 – H. E. Wolff
- 1905 – H. J. Stadell
- 1908 – William Christensen til Ingerslevgård,
- 1911 – A. L. Froberg (senere til Østergård i Harre Herred)
- 1915 – Chr. Lauritzen
- 1916 – skibsreder A. Krohn,
- 1924 – J. A. Rothaus, som i 1932 frasolgte 14,8 hektar som Lille Kjeldgård blev bygget på.
- 1936 – C. Jacobsen købte både Kjeldgård og Lille Kjeldgård, der blev forpagterbolig.
- 1958 – J. H. Christensen, Rybjerggård.
- 1962 – J. A. Jørgensen, overtog Kjeldgård
- 1992– H. Jørgensen og M. Jørgensen købte gården
- 2021 - J. Jørgensen købte Kjeldgård, Floutrupgård og Kathrineborg

## Eksterne kilder og henvisninger
- J.P. Trap: Danmark, 5. udg. 1962

|  | Denne artikel om en bygning eller et bygningsværk kan blive bedre, hvis der indsættes et (bedre) billede. Du kan hjælpe ved at afsøge Wikimedia Commons for et passende billede eller lægge et op på Wikimedia Commons med en af de tilladte licenser og indsætte det i artiklen. |

56°47′40″N 9°3′34″Ø / 56.79444°N 9.05944°Ø